# Diego Barboza
Diego Barboza, vollständiger Name Diego Martín Barboza González, (* 9. Januar 1991 in Montevideo) ist ein uruguayischer Fußballspieler.

## Karriere
Der 1,82 Meter große Defensivakteur Barboza ist der Sohn des ehemaligen Fußballprofis Fernando Barboza. Er wechselte im August 2012 auf Leihbasis von Nacional Montevideo zum Club Atlético Rentistas. Ende Juli 2013 kehrte er zu den "Bolsos zurück, verließ den Verein aber erneut auf Leihbasis und schloss sich dem seinerzeitigen Zweitligisten Rampla Juniors an. Dort trug er in der Saison 2013/14 mit 16 Einsätzen (kein Tor) in der Segunda División zum Aufstieg in die Primera División bei. In der Spielzeit 2014/15 wurde er 13-mal (kein Tor) in der höchsten uruguayischen Spielklasse eingesetzt und stieg mit dem Klub am Saisonende ab. Ohne weitere Einsätze für den Klub in der Folgesaison wechselte er Mitte Januar 2016 zum Zweitligisten Huracán Football Club. In der Clausura 2016 bestritt er vier Zweitligaspiele (ein Tor). Mitte Juli 2016 schloss er sich dem Erstligisten Montevideo Wanderers an, für den er in der Saison 2016 zwölf Erstligapartien (ein Tor) und sechs Begegnungen (kein Tor) in der Copa Sudamericana 2016 bestritt. In der Saison 2017 kam er in elf Ligaspielen (kein Tor) und drei Begegnungen (ein Tor) der Copa Libertadores 2017 zum Einsatz. Anfang Juli 2017 verpflichtete ihn der mexikanische Verein UAT Correcaminos, bei dem er bislang (Stand: 7. August 2017) kein Pflichtspiel absolvierte.